# سوق شمر (قفل شمر)

تعديل مصدري - تعديل

سوق شمر هي إحدى قرى عزلة شمرين بمديرية قفل شمر التابعة لمحافظة حجة، بلغ تعداد سكانها 868 نسمة حسب تعداد اليمن لعام 2004.